# Partido Comunista Revolucionario (Brasil)
El  Partido Comunista Revolucionario (Brasil) es un partido político comunista de carácter hoxhaísta de la República de Brasil. Surgió como una escisión del Partido Comunista de Brasil en mayo de 1966, que luego se uniría en julio de 1981 movimiento MR-8, separándose en febrero de 1995. Desde el 2004 es miembro de la Conferencia Internacional de Partidos y Organizaciones Marxista-Leninistas.

## Historia

### Lucha armada en los años 70´s
Fundado en mayo de 1966 en Recife, el Partido Comunista Revolucionario (PCR) fue organizado por un grupo de militantes que habían abandonado el PCdoB y estaban descontentos con la dirección que estaba tomando. Desde el primer momento, el PCR se enfrentó a una lucha feroz contra lo que describían las "desviaciones" del Leninismo en el movimiento comunista internacional. Infelices con la postura "revisionista" del Partido Comunista de Brasil (PCdoB) sobre la dirección de la Unión Soviética, un grupo de miembros de PCdoB abandonó el partido y formó el Partido Comunista Revolucionario (PCR) en 1966. La PCR mantuvo que el PCdoB había abandonado el leninismo a favor del revisionismo soviético. Brasil cayó bajo una dictadura militar de 1964 a septiembre de 1985, apoyado por Estados Unidos en el contexto de la Guerra Fría viendo al régimen como un fuerte oponente al comunismo, la dictadura cometió numerosos abusos contra los derechos humanos, incluida la tortura, contra presuntos comunistas y otros subversivos políticos.
A pesar del peligro, el PCR siguió comprometido con la lucha armada contra el gobierno. El partido fue instrumental en la organización de huelgas laborales y manifestaciones estudiantiles, pero también se involucraron en actividades más destructivas como la quema de campos de caña de azúcar propiedad del gobierno. El partido se desmanteló parcialmente a principios de la década de 1970 después de que el gobierno emprendiera una brutal campaña de tortura contra presuntos comunistas y partidos políticos de izquierda. El líder del partido, Amaro Luiz de Carvalho, fue arrestado por las autoridades. Otros miembros prominentes del partido fueron asesinados.

### Unificación con MR-8 y reorganización
El líder del partido, Amaro Luiz de Carvalho, fue arrestado por las autoridades. Varios otros miembros prominentes del partido fueron asesinados. Esto culminó con el arresto del sucesor de Carvalho, Edival Nunes Cajá, el 12 de mayo de 1978. En respuesta, más de 12,000 estudiantes de la Universidad Federal de Pernambuco se declararon en huelga en Recife, donde Cajá estaba siendo retenida. La protesta estudiantil finalmente logró su liberación, aunque fue arrestado nuevamente poco después por detallar públicamente la tortura que había sufrido mientras estaba en prisión. No sería puesto en libertad de forma permanente hasta el 1 de junio de 1979. En julio de 1981, debido al éxito limitado de las operaciones de resistencia de PCR contra el gobierno, el partido tomó la decisión de fusionarse con el Movimiento Revolucionario del 8 de octubre (MR-8), una organización guerrillera urbana que también se había separado del PCdoB años antes.
MR-8 también se declaró públicamente marxista-leninista, pero su estructura organizativa "burguesa" y su afinidad con el "nacionalismo burgués" llevaron a serios desacuerdos con los exmiembros del PCR. Después de luchas internas dentro del partido, el PCR eligió dividirse con MR-8 en 1985, lo que resultó en la refundación del partido.

## Actualidad
A pesar de oponerse al gobierno federal, en las elecciones presidenciales DEL 2010, el PCR convocó un voto por Dilma Rousseff en la primera ronda. Cuatro años después, en las  elecciones del 2014 el PCR apoyó Luciana Genro (PSOL) en la primera ronda y Dilma Rousseff en el segundo. Incluso con el apoyo, la PCR mantiene diferencias ideológicas y políticas con ambos partidos..
Para obtener el registro electoral como partido en el TSE, los activistas de PCR recolectaron firmas para legalizar la llamada Unidad Popular para el Socialismo(UP). El partido obtuvo su registro y con ello ganó el derecho a participar en las elecciones de 2020.